# Bataille de Grengam
Grande guerre du Nord
Batailles
- Riga I
- Narva I
- Daugava
- Rauge
- Erastfer
- Kliszów
- Hummelshof
- Nöteborg
- Saladen
- Pułtusk
- Jēkabpils
- Narva II
- Poznań
- Punitz
- Gemauerthof
- Varsovie
- Hrodna
- Fraustadt
- Kletsk
- Kalisz
- Holowczyn
- Malatitze
- Lesnaya
- Poltava
- Perevolochna
- Helsingborg
- Viborg
- Riga II
- Baie de Køge
- Fladestrand
- Gadebusch
- Bender
- Pälkäne
- Storkyro
- Hangö Oud
- Fehmarn Bält
- Rügen
- Kristiania (Oslo)
- Stralsund
- Dynekilen
- Osel
- Stäket
- Grengam

La bataille de Grengam (en suédois Slaget vid Ledsund ou Slaget vid Föglöfjärden) est la dernière grande bataille navale de la grande guerre du Nord. Livrée en 1720, elle se déroule près des îles d’Åland, dans le détroit de Ledsund entre les îlots de Föglö et Lemland. L’affrontement marque la fin des opérations entre les marines russe et suédoise dans la mer Baltique, mais la flotte russe conduit encore un raid sur les côtes suédoises au printemps 1721 avant que le traité de Nystad ne soit signé, lequel met un terme à la guerre.

## Emplacement de l’affrontement

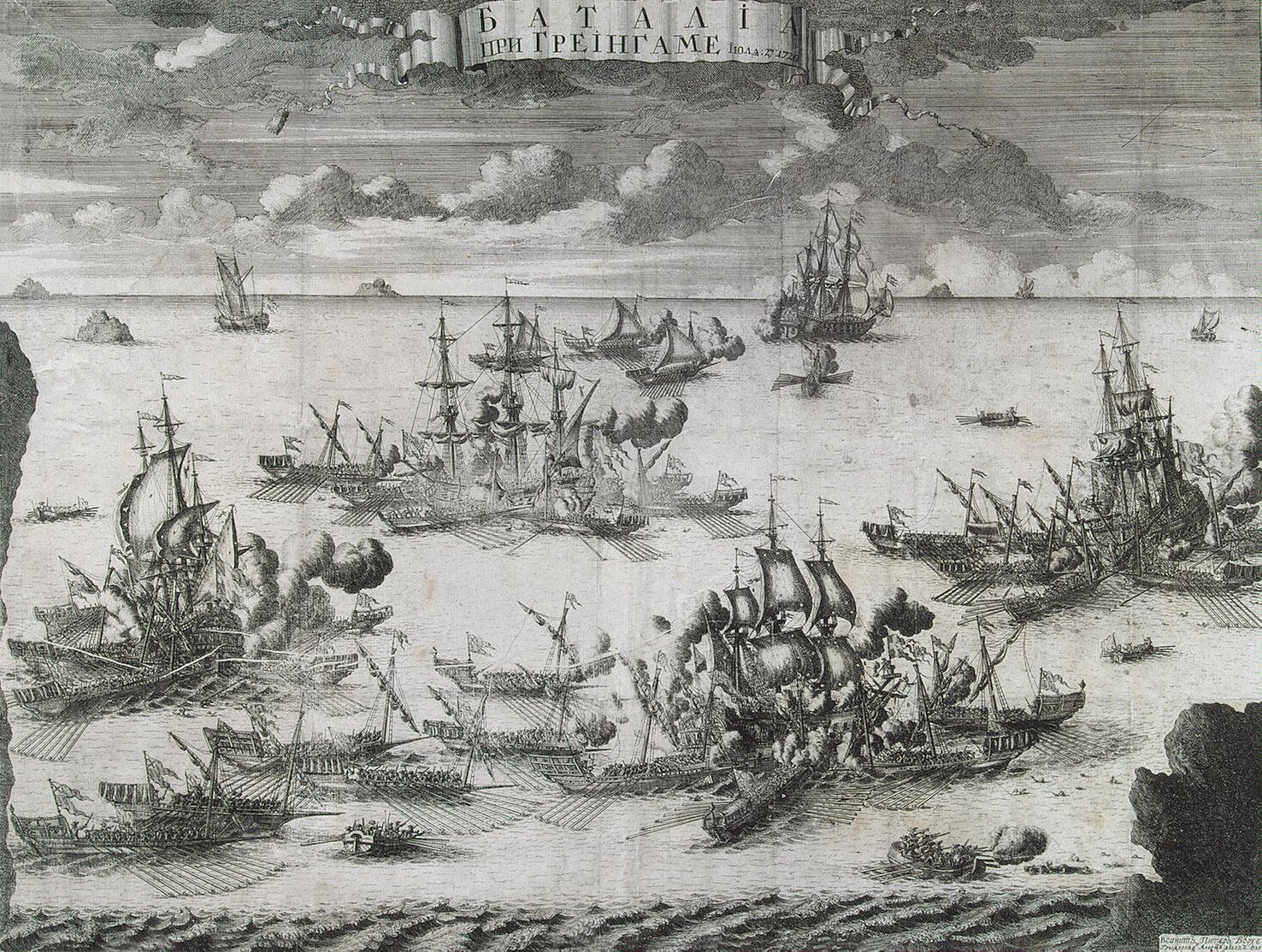
La Bataille de Grengam, 27 juillet 1720. Eau-forte d’Alexeï Zoubov (1721).

La principale route maritime reliant Stockholm en Suède à Turku en Finlande passe dans les eaux de l’archipel de Åland. Elle entre dans le détroit de Ledsund par le sud-ouest, laissant Föglö au sud-est et Lemland au nord-ouest. L’île de Föglö recèle un mouillage sur la côte de Flisö bien abrité des vents dominants venant du sud-ouest par deux petits îlots. Ce mouillage était anciennement appelé Granhamn, un mot suédois désignant le « havre aux pins ». Sur les cartes modernes, le lieu est appelé Rödskärs flädan d’après le plus grand des deux îlots protégeant le mouillage ; le plus petit des deux est aujourd’hui baptisé Granhamns holmen, île de Granhamn. Ce nom ne doit pas prêter à confusion avec l’île de Granhamn située dans l’archipel de Stockholm.

### Onomastique
Le nom de Grengam donné à cette bataille est issu de la romanisation du russe Гренгам, lui-même issu de la cyrillisation traditionnelle de Gränhamn, ancienne orthographe de Granhamn. Le nom de Gränhamn figure déjà sur une carte de Hans Hansson datée des environs de 1650. En Suède, la bataille est davantage connue sous le nom de « bataille de Ledsund » du nom du détroit éponyme. En Finlande, c’est le nom de « bataille de Flisö » (Flisön meritaistelu) qui est généralement employé.

## La bataille
Les récits suédois et russe de la bataille diffèrent de manière significative. Tous s’accordent néanmoins sur le fait que, le 27 juillet 1720 a.s., une formation de navires suédois sous le commandement du vice-amiral Carl Georg Siöblad assaille une flotte russe et qu’au cours de la bataille rangée qui s’ensuit les quatre frégates suédoises tombent aux mains des marins russes.

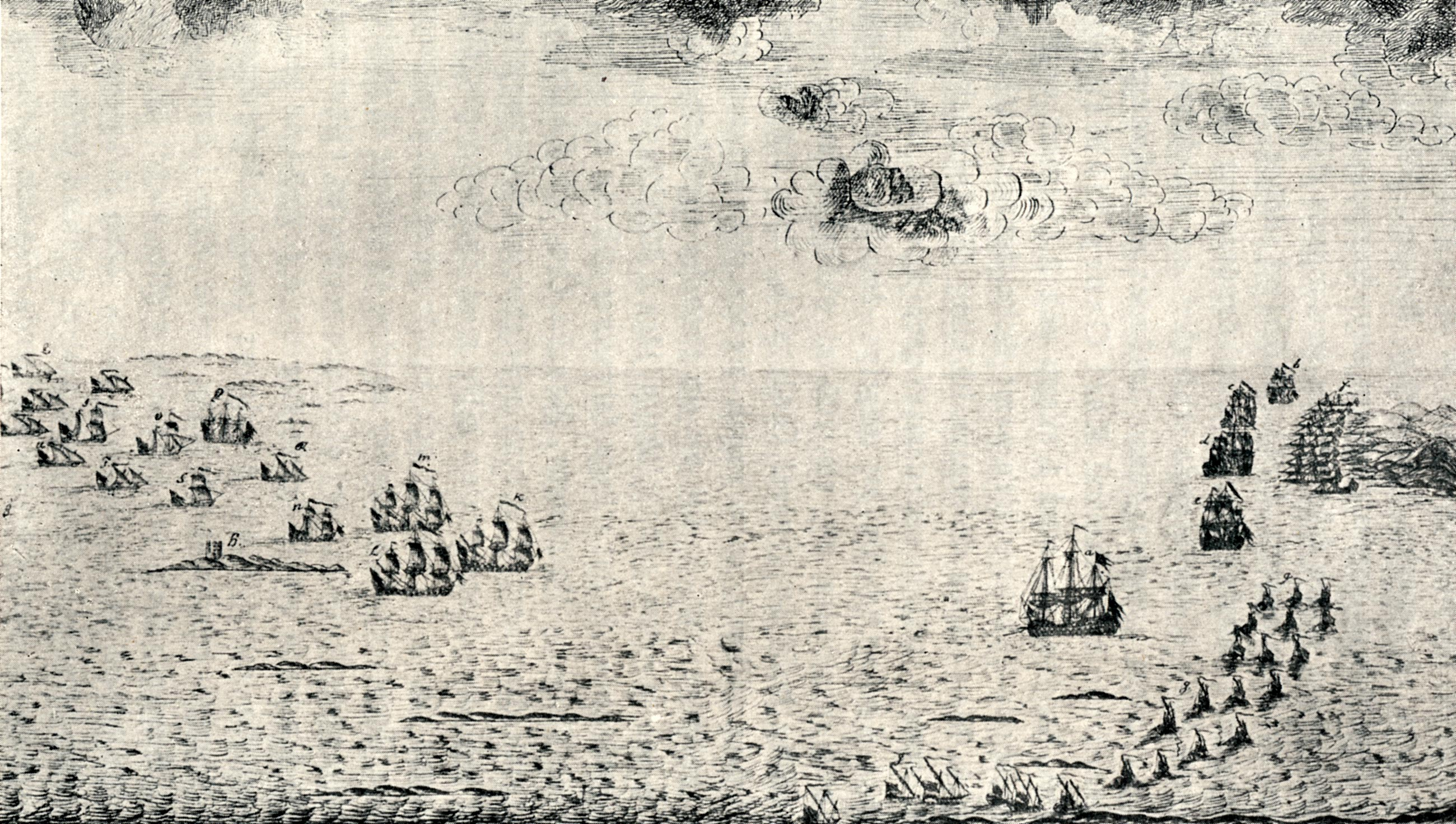
Esquisse suédoise contemporaine de la bataille, montrant le vaisseau de ligne suédois et les frégates qui l’accompagnent approchant les galères russes.

### Compte-rendu suédois
Une petite formation suédoise met le cap sur une puissante flotte russe ancrée à Granhamn. Une féroce bataille s’engage, au cours de laquelle les Suédois perdent leurs quatre frégates après qu’elles se soient échouées mais les pertes russes sont si considérables que la flotte entière bat en retraite et abandonne les îles Åland, laissant derrière elle 43 navires coulés et 1000 marins tués. Les pertes russes empêchent leur marine de lancer toute opération d’envergure jusqu’au terme de la guerre, conclue par la paix de Nystad l’année suivante.
| Nom          | Classification suédoise        | Artillerie                                                                                              |
| ------------ | ------------------------------ | --- |
| Pommern      | Vaisseau de ligne              | - 22 × canons de 18 livres - 22 × canons de 8 livres - 10 × canons de 4 livres - 2 × canons de 3 livres |
| Stor Phoenix | Frégate                        | - 2 × canons de 12 livres - 18 × canons de 8 livres - 10 × canons de 4 livres                           |
| Vainqueur    | Navire marchand gréé en guerre | - 24 × canons de 6 livres - 6 × canons de 3 livres                                                      |
| Kiskin       | Navire marchand gréé en guerre | - 6 × canons de 8 livres - 14 × canons de 4 livres - 4 × canons de 3 livres                             |
| Danska Örn   | Frégate                        | - 4 × canons de 6 livres - 14 × canons de 4 livres                                                      |

## Conséquences

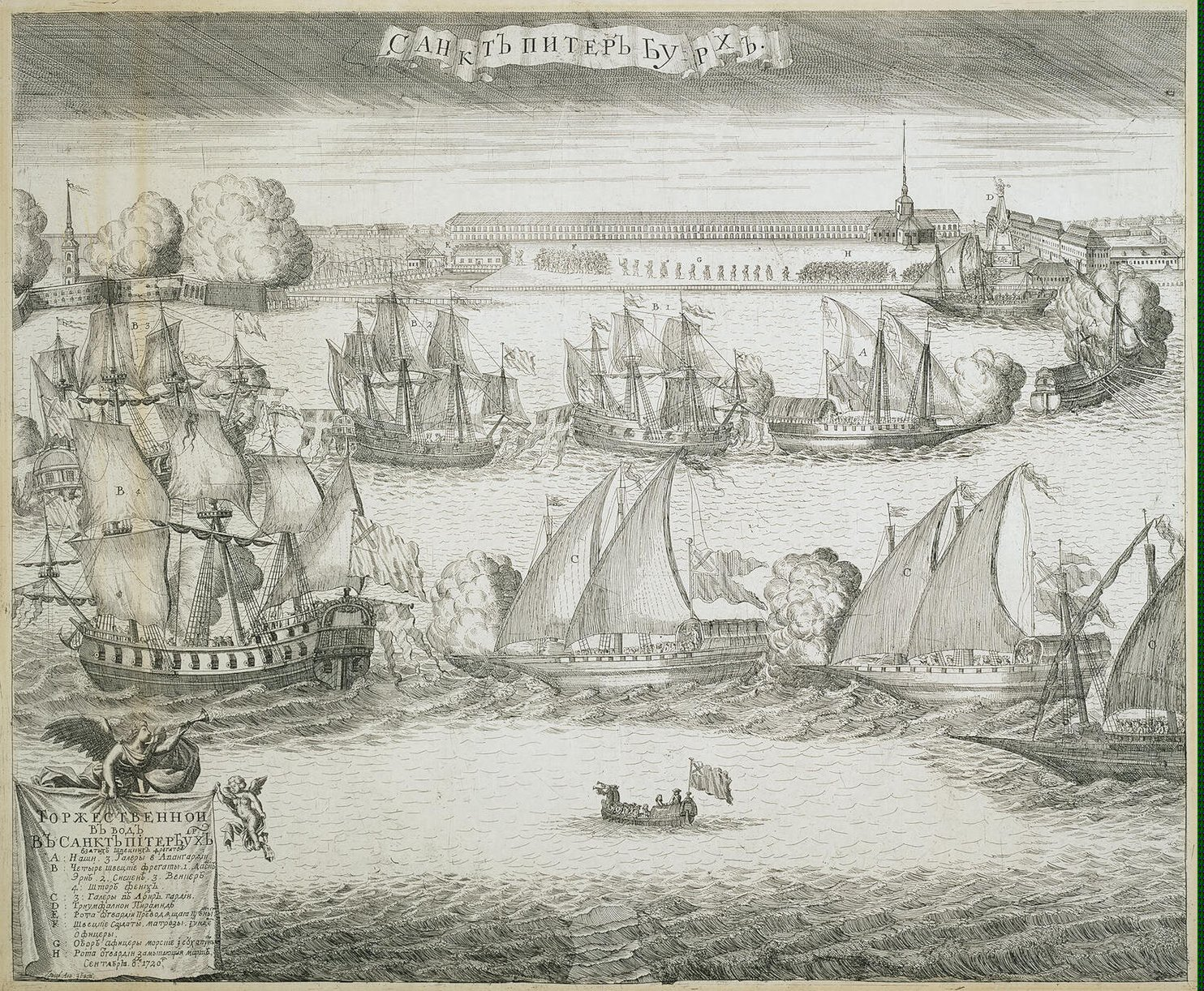
Entrée cérémonielle de quatre frégates suédoises capturées à Saint-Pétersbourg. Gravure d’Alexeï Zoubov.

Les deux camps revendiquent la victoire après la bataille de Grengam. Stockholm et Saint-Pétersbourg ne s’accordent que sur la perte de quatre frégates suédoises : le Stor Phoenix, le Vainqueur, le Kiskin et le Danska Örn sont tombés aux mains des Russes. Plus aucune bataille navale d’envergure n’a lieu entre les marines suédoises et russes jusqu’à ce que la défaite suédoise dans la grande guerre du Nord ne soit entérinée au traité de Nystad (1721).

### Le récit russe
Les Suédois ont à déplorer 103 tués et 407 prisonniers. Les Russes comptent 82 tués et 236 blessés. La bataille de Grengam fait la démonstration de l’habileté manœuvrière des galères dans un environnement de récifs et l’efficacité d’une bonne reconnaissance préalable et du choix réfléchi du lieu où livrer bataille, comme de l’instant auquel lancer une attaque coordonnée de plusieurs directions à la fois. L’issue de la bataille de Grengam permet aux Russes de consolider leur position dans l’archipel, stratégique pour la poursuite des opérations contre le commerce maritime suédois dans la région.

### Le récit suédois
Quatre frégates suédoises s’échouent et tombent aux mains des forces russes. 43 des 61 galères russes sont ou coulées par les Suédois ou brûlées et abandonnées après la bataille. Le vice-amiral suédois Carl Georg Siöblad est d’abord critiqué après la bataille mais quand l’ampleur des pertes russes est connue, il est ensuite loué. La Russie célèbre également cet affrontement telle une victoire, mais leur flotte s’avère incapable de lancer de nouvelles opérations avant que la guerre ne prenne fin, en 1721.

## Célébrations
À l’instar de la précédente bataille de Gangut (1714), la bataille de Grengam est livrée à la Saint-Pantaléon. Pour commémorer ce qui est perçu comme une victoire, les Russes édifient à Saint-Pétersbourg une église en bois debout dédiée à Pantaléon en 1722. Elle est reconstruite en pierre entre 1735 et 1739. Depuis 1914, la façade de l’église porte deux plaques de marbre listant les unités, navires et régiments, ayant pris part aux combats de Gangut et Grengam.